# Myosotis schistosa
Myosotis schistosa är en strävbladig växtart som beskrevs av A.P. Khokhrjakov. Myosotis schistosa ingår i släktet förgätmigejer, och familjen strävbladiga växter. Inga underarter finns listade i Catalogue of Life.